# Liste der Kulturgüter in Trin
Die Liste der Kulturgüter in Trin enthält alle Objekte in der Gemeinde Trin im Kanton Graubünden, die gemäss der Haager Konvention zum Schutz von Kulturgut bei bewaffneten Konflikten, dem Bundesgesetz vom 20. Juni 2014 über den Schutz der Kulturgüter bei bewaffneten Konflikten sowie der Verordnung vom 29. Oktober 2014 über den Schutz der Kulturgüter bei bewaffneten Konflikten unter Schutz stehen.
Objekte der Kategorien A und B sind vollständig in der Liste enthalten, Objekte der Kategorie C fehlen zurzeit (Stand: 13. Oktober 2021).

## Kulturgüter
| Foto |                                                                  | Objekt | Kat. | Typ | Standort                          | Beschreibung |
| ---- | ---------------------------------------------------------------- | --- | ---- | --- | --------------------------------- | ------------ |
| ja   | Datei hochladen · Wikidata zu Crap Sogn Parcazi (Q1138940)       | Crap Sogn Parcazi, mittelalterliche Burg- und Kirchenruine / Crap Sogn Parcazi, ruina da chastè e da baselgia dal temp medieval KGS-Nr.: 3353 | A    | G   | Via Principala 745850 / 188230    |              |
| ja   | Datei hochladen · Wikidata zu Reformierte Kirche Trin (Q2137099) | Reformierte Kirche und Pfarramt / Baselgia refurmada e pravenda KGS-Nr.: 10824                                                                | B    | G   | Via Visut 27 746700 / 188059      |              |
| BW   | Datei hochladen · Wikidata zu Haus Nr. 36 (Q29785209)            | Haus / Chesa KGS-Nr.: 10825 | B    | G   | Via Principala 29 746871 / 188145 |              |
| BW   | Datei hochladen · Wikidata zu Haus Nr. 34 (Q29785208)            | Haus / Chesa KGS-Nr.: 10826 | B    | G   | Via Principala 31 746880 / 188162 |              |